# كأس ملك إسبانيا 1965–66
كأس ملك إسبانيا 1965–66 (بالإسبانية: Copa del Generalísimo de fútbol 1965-66)‏ هو الموسم 62 من كأس ملك إسبانيا. أشرف على تنظيمه الاتحاد الملكي الإسباني لكرة القدم، وكان عدد الأندية المشاركة فيه 48، وفاز فيه ريال سرقسطة.